# جبرئیل سیدیبه (بازیکن فوتبال، زاده ۱۹۸۲)
جبرئیل سیدیبه (انگلیسی: Djibril Sidibé؛ زادهٔ ۲۳ مارس ۱۹۸۲) بازیکن فوتبال اهل مالی بود.
از باشگاه‌هایی که در آن بازی کرده است می‌توان به باشگاه فوتبال مکابی تل آویو، باشگاه فوتبال آاس موناکو، باشگاه فوتبال شاتورو، باشگاه فوتبال ستاره سرخ، باشگاه فوتبال هاپوئل اشکلون، باشگاه فوتبال سدان، و باشگاه فوتبال باستیا اشاره کرد.
وی همچنین در تیم ملی فوتبال مالی بازی کرده است.